# Xyris metallica
Xyris metallica är en gräsväxtart som beskrevs av Johann Friedrich Klotzsch och Moritz August Seubert. Xyris metallica ingår i släktet Xyris och familjen Xyridaceae. Inga underarter finns listade i Catalogue of Life.